# Hypephyra micans
Hypephyra micans là một loài bướm đêm trong họ Geometridae.